# Signe Hille
Signe Hille (Bergen, 10 mei 1866 – aldaar, 3 juni 1921) was een Noors zangeres.
Signe Elisa Hille werd als derde kind geboren binnen het gezin van dan militair Lars Mathias Hille (1828-1898) en Mathilde Isabella Cappelen (1842-1899). Lars Mathias Hille werd later betrokken bij het spoorwegnet rondom Bergen. Signe Hille huwde in 1894 in Chicago (Cook County) met Anton M. Kolderup. Er was destijds een grote Noorse gemeenschap in Illinois. Het stel ging weer terug naar Bergen. Anton Kolderup werd in Bergen begraven, nadat hij in Oslo was overleden (1909); hij was ook betrokken bij de spoorbaan. Ze kregen minstens twee kinderen.
Ze kreeg haar muzikale opleiding in Parijs. Haar vader stuurde haar er op 17-jarige leeftijd heen. Haar docenten daar waren Mathilde Marchesi en Pauline Viardot-Garcia. 
Enige concerten:
- juli 1889: optreden met Ragnhild Berven in Salle Pleyel in Parijs
- september 1889: kamermuziekconcert met medewerking van Berven, Erika Nissen, Agathe Backer-Grøndahl, Martin Ursin, Johan Edvard Hennum, Gudbrand Bøhn, Ernst Solberg en Hans Marcus Zapffe in de concertzaal van Brødrene Hals.
- februari 1892: wederom kamermuziekconcert met sommige van het concert van september 1899
- April 1892: concert samen met Sofie Reimers in Frederikstad
- 1892/1983: concertreis in de Verenigde Staten (United Singers of Scandinavia)
- 27 maart 1898: concert met Harmonien onder leiding van Johan Halvorsen